# أليكس بارسونز (لاعب كرة قدم أمريكية)
أليكس بارسونز (بالإنجليزية: Alex Parsons)‏ هو لاعب كرة قدم أمريكية أمريكي، ولد في 14 سبتمبر 1987 في تشارلستون في الولايات المتحدة.

## وصلات خارجية
- أليكس بارسونز على موقع مرجع كرة القدم المحترفة.كوم (الإنجليزية)